# Пшеничников, Николай Андреевич
Николай Андреевич Пшеничников (1924—1986) — советский военный. Участник Великой Отечественной войны. Герой Советского Союза (1945). Старший лейтенант.

## Биография
Николай Андреевич Пшеничников родился 20 июля 1924 года в селе Урей Краснослободского уезда Пензенской губернии (ныне — Урей 3-й в Темниковском районе Республики Мордовия, Россия) в крестьянской семье Андрея Михайловича и Анна Фёдоровны Пшеничниковых. Русский. Образование 7 классов. После окончания школы Николай Андреевич уехал в Тбилиси. Окончил школу фабрично-заводского ученичества. Трудовую деятельность начал слесарем на Тбилисском станко-инструментальном заводе.
В ряды Рабоче-крестьянской Красной Армии Н. А. Пшеничников был призван Ленинским районным военкоматом города Тбилиси в августе 1942 года. Прошёл курс молодого бойца. В действующей армии красноармеец Н. А. Пшеничников с 14 октября 1942 года в должности стрелка 144-го отдельного стрелкового батальона Туапсинской военно-морской базы 83-й отдельной стрелковой бригады морской пехоты. 17 октября 1942 года бригада была включена в состав 56-й армии Черноморской группы войск Закавказского фронта. В боях с немецко-фашистскими захватчиками Николай Андреевич с 18 октября 1942 года. Участник Битвы за Кавказ. Боевое крещение принял во время Туапсинской оборонительной операции в бою за село Фанагорийское Краснодарского края. После того, как немцы были отброшены от Туапсе, бригада была выведена в резерв, где находилась до февраля 1943 года. С 4 февраля 1943 года Николай Андреевич принимал участие в десанте в Мысхако. В составе роты охраны штаба десанта сражался на Малой земле в районе села Федотовка, был награждён медалью «За отвагу». 13 марта 1943 года Николай Андреевич был ранен, но остался в строю. Осенью 1943 года красноармеец Н. А. Пшеничников участвовал в Новороссийско-Таманской операции, в составе своего подразделения освобождал город Новороссийск, штурмовал сильно укреплённую и глубоко эшелонированную линию немецкой обороны Готенкопф, очищал от вражеских войск Таманский полуостров. В заключительных боях на Тамани в октябре 1943 года он вновь был ранен и оказался на больничной койке.
После выздоровления в ноябре 1943 года красноармеец Н. А. Пшеничников был направлен на 1-й Украинский фронт. Николая Андреевича определили в 989-й стрелковый полк 226-й стрелковой дивизии, где опытного бойца сразу назначили командиром отделения 4-й стрелковой роты. В ходе Киевской оборонительной операции 19-22 декабря 1943 года его отделение в составе своей роты участвовало в отражении контрудара 48-го танкового корпуса вермахта в районе Коростеня. Остановив контрнаступление немцев под Киевом, войска 1-го Украинского фронта перешли в наступление в рамках Житомирско-Бердичевской операции. Красноармеец Н. А. Пшеничников отличился в бою за село Любар Житомирской области. 13 января 1944 года, преследуя со своим отделением отступающего противника, он первым ворвался в населённый пункт и уничтожил трёх немецких солдат, пытавшихся поджечь село, за что был награждён медалью «За боевые заслуги». В ходе освобождения Правобережной Украины Николай Андреевич принимал участие в Ровно-Луцкой и Проскуровско-Черновицкой операциях, в составе своего подразделения освобождал Шепетовку, Изяслав и Надворную. Во время Львовско-Сандомирской операции 226-я стрелковая дивизия в составе 18-й армии вела бои под городом Станиславом. В боях Н. А. Пшеничников зарекомендовал себя решительным и волевым командиром, способным решать поставленные боевые задачи. Вскоре после освобождения Станислава его направили на краткосрочные армейские курсы младших лейтенантов, по окончании которых в октябре 1944 года Николай Андреевич получил назначение в 151-ю стрелковую дивизию, входившую в тот момент в состав 18-й армии, и принял под командование стрелковый взвод 683-го стрелкового полка. Первый бой в качестве офицера Н. А. Пшеничников принял во время Карпатско-Ужгородской операции под городом Мукачево. Затем руководил действиями своего взвода при освобождении города Чопа. В ноябре 1944 года 151-я стрелковая дивизия была придана 7-й гвардейской армии 2-го Украинского фронта. Особо отличился младший лейтенант Н. А. Пшеничников в Будапештской операции.
26 ноября 1944 года подразделения 7-й гвардейской армии прорвали оборону противника у города Хатван, и овладев опорным пунктом обороны немецких и венгерских войск, начали наступление на будапештском направлении. Противник пытался остановить продвижение частей армии на заранее подготовленных позициях у города Асод. 7 декабря 1944 года батальон, в который входил взвод младшего лейтенанта Н. А. Пшеничникова, получил задачу овладеть населённым пунктом Иклад и тем самым перерезать коммуникации группировки неприятеля, оборонявшего Асод. В бою за Иклад взвод Пшеничникова под интенсивным пулемётным и артиллерийским огнём врага стремительным броском первым ворвался в село, уничтожив на своём пути две огневые точки и 13 вражеских солдат. Во время атаки младший лейтенант Пшеничников шёл впереди и личным примером увлекал своих бойцов на выполнение боевой задачи. В тот же день войска 7-й гвардейской армии овладели городом Асод. На ближних подступах к венгерской столице у села Сада 11 декабря 1944 года немецко-венгерские войска крупными силами пехоты при поддержке артиллерии несколько раз переходили в контратаку. Взвод младшего лейтенанта Пшеничникова, прикрывая правый фланг своего батальона, отразил пять яростных атак неприятеля, уничтожив 2 огневые точки, 3 лёгких пулемёта и до 15 вражеских солдат. В критический момент боя Николай Андреевич поднял своих бойцов в рукопашную и в ожесточённой схватке отбросил противника на исходные позиции. Героические действия взвода Пшеничникова не только обезопасили фланг батальона, но и позволили ему глубоко вклиниться во вражескую оборону.
Преодолевая упорное сопротивление врага, к концу декабря 1944 года подразделения 7-й гвардейской армии вышли к окраинам Будапешта. 27 декабря взвод младшего лейтенанта Н. А. Пшеничникова получил боевую задачу под прикрытием артиллерийского огня прорвать оборону противника и зацепиться за окраину населённого пункта Ракошсантмихаль в пригороде столицы Венгрии. Преодолев проволочное заграждение, Николай Андреевич со своим взводом ворвался в столичное предместье и первоначально потеснил противостоявшую ему роту венгерских солдат. Однако, противник скоро определил, что во взводе Пшеничникова осталось не более 10 бойцов. Окружив небольшой отряд советских солдат, венгры при поддержке 3 бронетранспортёров попытались его уничтожить, но Николай Андреевич со своими бойцами стойко удерживал занятые позиции. В ожесточённом бою рота противника понесла тяжёлые потери, потеряв 47 солдат убитыми, 15 из которых уничтожил лично младший лейтенант Пшеничников. На счету Николая Андреевича было также два подбитых бронетранспортёра. Когда положение взвода стало угрожающим, Николай Андреевич оставил пятерых бойцов держать оборону, а сам с пятью другими солдатами прорвал кольцо окружения, и соединившись с основными силами батальона, скоро вернулся с подкреплением. Противник был окончательно разгромлен, а боевая задача успешно выполнена. За образцовое выполнение боевых заданий командования на фронте борьбы с немецкими захватчиками и проявленные при этом отвагу и геройство указом Президиума Верховного Совета СССР от 28 апреля 1945 года младшему лейтенанту Пшеничникову Николаю Андреевичу было присвоено звание Героя Советского Союза.
Зимой 1945 года Н. А. Пшеничников принимал участие в уличных боях в Будапеште. После ликвидации окружённого в городе немецкого гарнизона, 151-я стрелковая дивизия была передана в состав 26-й армии 3-го Украинского фронта, которая приняла на себя основной удар 6-й танковой армии СС в ходе Балатонской оборонительной операции. На заключительном этапе войны Николай Андреевич принимал участие в Венской операции, в составе своего подразделения освобождал города Эньинг и Вашвар. Боевой путь он завершил у городка Лафниц в Австрии.
В 1946 году Николай Андреевич был уволен в запас. Он вернулся в Мордовию, но в 1950 году его вновь призвали на военную службу. В 1954 году он окончил Саратовское пехотное училище. До 1956 года служил в строевых частях Советской Армии. В запас Н. А. Пшеничников уволился в звании старшего лейтенанта. Жил в городе Ковылкино Мордовской АССР, работал бригадиром токарей на Ковылкинском электромеханическом заводе. 1 апреля 1986 года Николай Андреевич скончался. Похоронен в Ковылкино.

## Награды
- Медаль «Золотая Звезда» (28.04.1945);
- орден Ленина (28.04.1945);
- орден Отечественной войны 1-й степени (11.03.1985);
- орден Красной Звезды (21.12.1944);
- медали, в том числе:
  - две медали «За отвагу» (24.08.1943; 15.12.1944);
  - медаль «За боевые заслуги» (25.06.1944);
  - медаль «За оборону Кавказа».

## Память
- Именем Героя Советского Союза Н. А. Пшеничникова названа улица в городе Ковылкино, на доме, где он жил, установлена мемориальная доска.

## Документы
- Общедоступный электронный банк документов «Подвиг Народа в Великой Отечественной войне 1941—1945 гг.» Дата обращения: 12 августа 2013. Архивировано из оригинала 13 марта 2012 года.

Представление к званию  Героя Советского Союза.
Указ Президиума Верховного Совета СССР о присвоении Звания Героя Советского Союза.
Орден Отечественной войны 1-й степени (информация из карточки награждённого к 40-летию Победы).
Орден Красной Звезды (наградной лист и приказ о награждении).
Медаль «За отвагу» (наградной лист и приказ о награждении от 15.12.1944).
33918772 Медаль «За боевые заслуги» (наградной лист и приказ о награждении).